# Магистрат у Сремским Карловцима
Магистрат у Сремским Карловцима је једна од најзначајнијих и највреднијих грађевина у старом језгру Сремских Карловаца, као Просторне културно-историјске целине изузетног значаја за Србију.
Здање магистрата је одувек имало управну намену. Ту је 1848. године проглашена Српска Војводина. Данас је у здању магистрата седиште општине Сремски Карловци.

## Историја здања
Здање Магистрата у Сремским Карловцима подигнуто је раздобљу 1806-1811. у неокласицистичком духу. Првобитна намена зграде је била везана за Петроварадинска регименту у оквиру Војне границе. План здања је урадио инжењерски поручник барон Васкез 1791. године, а преправке плана је извршио 1805. инжењерски капетан Пољани.
У свечаној дворани Магистрата српски народ је маја 1848. проглашен за „политички слободан и независтан под домом аустријским и круном угарском“. Са балкона овог здања патријарх Јосиф Рајачић обнародовао је оснивање Српске Војводине. Кроз историју, како се која држава смењивала на згради Магистрата је стављала своје грбове.
Зграда је више пута обнављана и осавремењавана. Последњих деценија ту је смештена Општина Сремски Карловци.

## Магистрат данас
Магистрат је до данас сачувао свој првобитан изглед. Основа зграде је четвороугаона са два атријумска дворишта трапезоидне основе. Зидана је опеком, малтерисана и бојена. Двосливни кровови покривени су квадратним бибер црепом. Због косог терена, зграда према Тргу има три етаже, а на осталим деловима две.
Главна фасада окренута ка Тргу Бранка Радичевића посебно је декоративно обрађена. Издељена је по вертикали на пет делова.